# سانتی لوکا ئه مارتینا

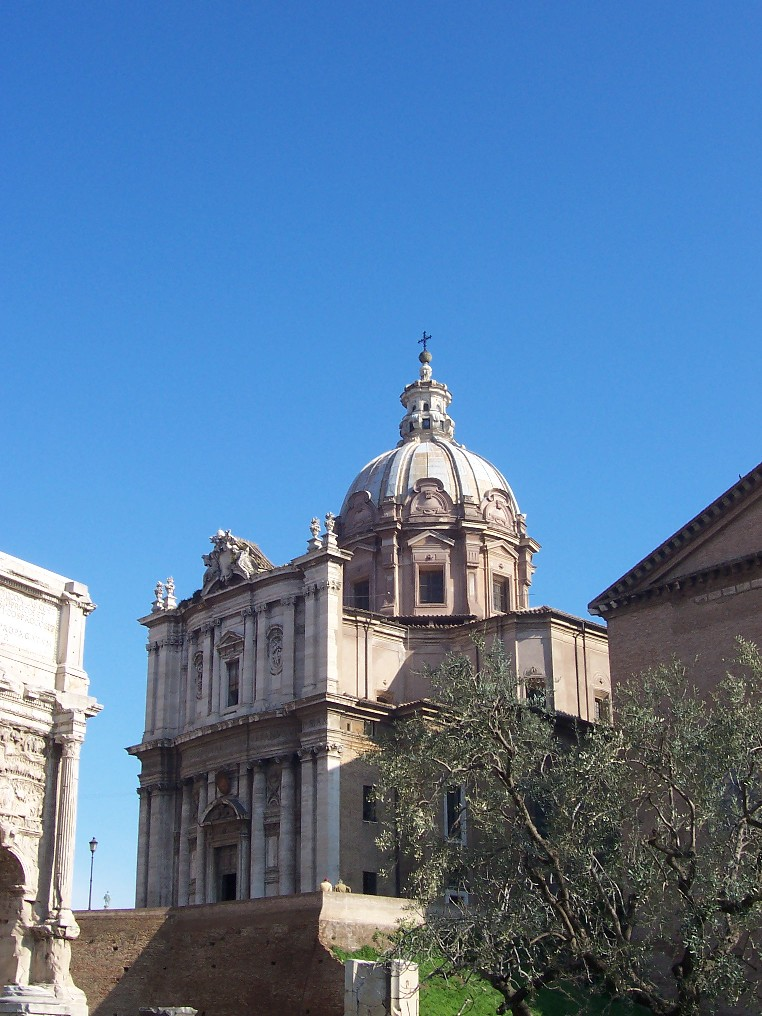
کلیسای سانتی لوکا ئه مارتینا با بازمانده‌هایی از فروم رم

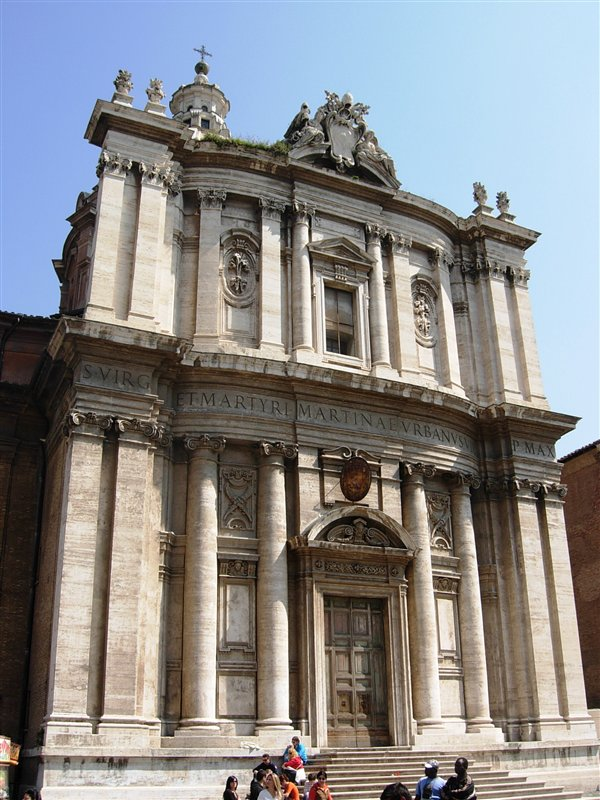
نمای بیرونی ورودی

سانتی لوکا ئه مارتینا (انگلیسی: Santi Luca e Martina) نام کلیسایی در شهر رم است که در میان فروم رم و فروم سزار و در نزدیکی طاق سپتیمیوس سوروس واقع شده است. این کلیسا در آغاز وقفِ سنت مارتینا بود که در دوران حکومت الکساندر سوروس به شهادت رسید. 
هونوریوس یکم در سال ۶۲۵ فرمان ساخت این کلیسا را صادر کرد. نخستین بازسازی این کلیسا در سال ۱۲۵۶ در دوران پاپ الکساندر چهارم صورت گرفت. سپس بازسازی دیگری در قرن هفدهم و با طراحی پیترو دا کورتونا انجام شد.